# Viktor Tikhonov (hockey sur glace, 1930)
Pour les articles homonymes, voir Tikhonov.
Pour le joueur russe de hockey sur glace né en 1988, voir Viktor Tikhonov (hockey sur glace).
Temple de la renommée de l'IIHF : 1998
Temple de la renommée russe : 2004
Viktor Vassilievitch Tikhonov (en russe : Виктор Васильевич Тихонов), né le 4 juin 1930 à Moscou, en Union soviétique, et mort le 24 novembre 2014 à Moscou, en Russie, est un joueur et entraîneur russe de hockey sur glace.

## Biographie
Il est décrit comme un homme « froid » et « peu souriant ».

## Carrière

### Joueur
En tant que joueur, il occupe le poste de défenseur d'abord pour le VVS Moscou (équipe de l'armée de l'air soviétique) à partir de 1949-50 puis en 1953 rejoint le HK Dinamo Moscou. En près de 300 matchs, il inscrit 35 buts et gagne à quatre reprises le championnat soviétique - aujourd'hui Superliga russe - trois fois avec le VVS (1951, 1952 et 1953) et une fois avec le Dinamo (1954). Avec le VVS, il remporte également la Coupe soviétique en 1952.

### Entraîneur
Il commence sa carrière d'entraîneur en 1964 en devenant assistant entraîneur de l'équipe du Dinamo, poste qu'il occupe pendant quatre saisons avant de devenir l'entraîneur en chef du Dinamo Riga pour une dizaine de saisons.
En 1977, il prend une nouvelle dimension en étant à la fois l'entraîneur du HK CSKA Moscou mais aussi celui de l'équipe nationale. Il occupera ces deux fonctions respectivement jusqu'en 1996 et 1992. Il est l'entraîneur soviétique ayant passé le plus de temps derrière le banc de l'équipe nationale avec 413 matchs entraînés. Il est également l'entraîneur soviétique lors du « Miracle sur glace », l'improbable victoire de l'équipe des États-Unis d'Amérique sur l'Union soviétique lors de la ronde finale du tournoi olympique de hockey sur glace lors des XIIIe Jeux olympiques d'hiver tenus à Lake Placid.
Selon certaines sources, durant sous mandat en tant qu'entraîneur de l'URSS, il est « hanté par la possible ex-filtration à l’ouest de ses troupes » ce qui aurait eu un effet dans le choix d'écarter certains de ses joueurs.

## Palmarès d'entraîneur
Il possède un palmarès impressionnant en tant qu'entraîneur aussi bien à la tête de l'équipe d'URSS qu'avec le CSKA.

### Palmarès international
Jeux olympiques d'hiver
- Médaille d'or : 1984, 1988 et 1992.
- Médaille d'argent : 1980

Championnat du monde
- Médaille d'or : 1979, 1981, 1982, 1983, 1986, 1989 et 1990
- Médaille d'argent : 1987
- Médaille de bronze : 1985 et 1991

Coupe Canada
- Vainqueur en 1981
- Il est entraîneur lors des trois éditions.

1979 Challenge Cup
- Les Soviétiques remportent deux matchs sur trois de cette série jouée au Madison Square Garden.

### Palmarès en club
Avec le HK CSKA Moscou, il est champion d'URSS chaque saison entre 1979 et 1989. Il remporte également toutes les Coupes d'Europe entre 1979 et 1990. Enfin, son équipe remporte la Coupe d'URSS en 1977 et 1988 ainsi que la Coupe Spengler en 1991.

## Postérité
Il est intronisé au temple de la renommée de la Fédération internationale de hockey sur glace en 1999.
Internationalement, malgré son palmarès, il est connu pour sa défaite lors du « Miracle sur glace ».